# Symposiachrus manadensis
El monarca encapuchado (Symposiachrus manadensis) es una especie de ave paseriforme de la familia Monarchidae endémica de Nueva Guinea.

## Distribución y hábitat
Se la encuentra únicamente en Nueva Guinea. Su hábitat natural son las selvas tropicales húmedas de zonas bajas.